# Edda Ferronao
Edda Ferronao (Verona, 8 giugno 1934 – 25 gennaio 1986) è stata un'attrice italiana.

## Biografia
Caratterista di formazione teatrale, giunse al cinema sostenendo piccole parti di contorno, come quella della cameriera Filomena nel film Il vigile (1960) di Luigi Zampa, quella della cameriera di un ristorante nel film Il sorpasso (1962) di Dino Risi, quella della cameriera del motel in Se permettete parliamo di donne (1964) di Ettore Scola e della cameriera Maria ne La matriarca (1968) di Pasquale Festa Campanile. 
Negli anni settanta apparve in film come Il merlo maschio (1971) di Pasquale Festa Campanile e Novecento (1976) di Bernardo Bertolucci. Negli stessi anni affrontò anche ruoli impegnati: quello della sig.ra Mattei nel film Il caso Mattei (1972) di Francesco Rosi e quello di Nilde Iotti in Anno uno (1974) di Roberto Rossellini.

## Filmografia parziale
- Nata di marzo, regia di Antonio Pietrangeli (1958)
- Totò, Peppino e le fanatiche, regia di Mario Mattoli (1958)
- La grande guerra, regia di Mario Monicelli (1959)
- Il conquistatore d'Oriente, regia di Tanio Boccia (1960)
- A qualcuna piace calvo, regia di Mario Amendola (1960)
- Il vigile, regia di Luigi Zampa (1960)
- Vulcano, figlio di Giove, regia di Emimmo Salvi (1962)
- La strage dei vampiri, regia di Roberto Mauri (1962)
- Il sorpasso, regia di Dino Risi (1962)
- Rosmunda e Alboino, regia di Carlo Campogalliani (1962)
- Il trionfo di Robin Hood, regia di Umberto Lenzi (1962)
- Le monachine, regia di Luciano Salce (1963)
- La marcia su Roma, regia di Dino Risi (1963)
- I compagni, regia di Mario Monicelli (1963)
- Il dominatore del deserto, regia di Tanio Boccia (1964)
- Se permettete parliamo di donne, regia di Ettore Scola (1964)
- Il magnifico cornuto, regia di Antonio Pietrangeli (1964)
- Ischia operazione amore, regia di Vittorio Sala (1966)
- Straziami ma di baci saziami, regia di Dino Risi (1968)
- La matriarca, regia di Pasquale Festa Campanile (1968)
- Vedo nudo,regia di Dino Risi (1969) - non accreditata
- Una storia d'amore, regia di Michele Lupo (1969)
- Scacco alla regina, regia di Pasquale Festa Campanile (1969)
- I peccati di Madame Bovary, regia di Hans Schott-Schöbinger (1969)
- Brancaleone alle crociate, regia di Mario Monicelli (1970)
- Cuori solitari, regia di Franco Giraldi (1970)
- Il merlo maschio, regia di Pasquale Festa Campanile (1971)
- Il vichingo venuto dal sud, regia di Steno (1971)
- In nome del popolo italiano, regia di Dino Risi (1971)
- Teresa la ladra, regia di Carlo De Palma (1972)
- Racconti proibiti... di niente vestiti, regia di Brunello Rondi (1972)
- Il generale dorme in piedi, regia di Francesco Massaro (1972)
- Decameroticus, regia di Pier Giorgio Ferretti (1972)
- Così sia, regia di Alfio Caltabiano (1972)
- Una cavalla tutta nuda, regia di Franco Rossetti (1972)
- Il caso Mattei, regia di Francesco Rosi (1972)
- Amore e ginnastica, regia di Luigi Filippo D'Amico (1973)
- Ci risiamo, vero Provvidenza?, regia di Alberto De Martino (1973)
- Il sorriso del grande tentatore, regia di Damiano Damiani (1974)
- Cugini carnali, regia di Sergio Martino (1974)
- Anno uno, regia di Roberto Rossellini (1974)
- Il padrone e l'operaio, regia di Steno (1975)
- Amici miei, regia di Mario Monicelli (1975)
- Novecento, regia di Bernardo Bertolucci (1976)
- Come perdere una moglie... e trovare un'amante, regia di Pasquale Festa Campanile (1978)